# Huaxing, Chongqing
Huaxing (kinesiska: 华兴) är en köping i sydvästra Kina. Den ligger i stadsdistriktet Tongliang i storstadsområdet Chongqing, omkring 49 kilometer väster om det centrala stadsdistriktet Yuzhong. Antalet invånare är 9 316. Befolkningen består av 4 537 kvinnor och 4 779 män. Barn under 15 år utgör 17,0 %, vuxna 15-64 år 64 %, och äldre över 65 år 17,0 %.